# 5 Lwowski Pułk Artylerii Lekkiej
5 Lwowski pułk artylerii lekkiej (5 pal) – oddział artylerii lekkiej Wojska Polskiego w II Rzeczypospolitej.
Początki 5 pułku artylerii lekkiej wiążą się z tworzeniem pierwszych baterii w rejonie Lwowa w listopadzie 1918. Pułk walczył zarówno w wojnie polsko-ukraińskiej, jak i polsko-bolszewickiej. Po zakończeniu działań bojowych na wschodzie, do sierpnia 1939 stacjonował w garnizonie Lwów na terenie Okręgu Korpusu Nr VI. Był organiczną jednostką artylerii 5 Dywizji Piechoty. Pod względem wyszkolenia podlegał dowódcy 6 Grupy Artylerii. W okresie kampanii wrześniowej walczył dywizjonami na różnych odcinkach frontu.

## Formowanie i zmiany organizacyjne
28 października 1918 do Rzęsny Polskiej z Czaczaku w Serbii przybyła, pod dowództwem kpt. Tadeusza Łodzińskiego, bateria zapasowa 130 pułku artylerii polowej cesarskiej i królewskiej armii uzbrojona w trzy 8 cm armaty polowe wz. 1905. 4 listopada tego roku por. Stanisław Królikiewicz otrzymał rozkaz zorganizowania baterii armat podporządkowanej bezpośrednio Naczelnej Komendzie Wojska Polskiego we Lwowie. Kierując się własną kreatywnością porucznik przygotował broń złożoną z uzyskanych kilku austriackich dział polowych, do których improwizując (owijając w szmaty) przysposobił niepasujące pociski produkcji rosyjskiej. Trzy dni później bateria wsparła swym ogniem piechotę atakującą Cytadelę.
8 listopada 1 bateria przezbrojona została w zdobyte w Skniłowie 2 armaty rosyjskie wz. 02. Kilka dni później por. Tadeusz Filipowicz wspólnie z ochotnikami zdobył w Skniłowie i Sokolnikach austriacką haubicę 10 cm, 7 armat rosyjskich wz. 02 i 580 pocisków. Uzupełniono nimi 1 baterię „Krakus” i utworzono 2 baterię „Sroka”. Wkrótce też utworzono kolejne baterie armat: 3baa „Sowa” i 4 baa „Wanda” oraz baterie haubic: 5 bah „Romeo” i 6 bah „Wróbel”. 1 grudnia 1918 pułk otrzymał oficjalną nazwę 1 pułk artylerii polowej Lwowski, ale już 6 stycznia 1919 zmienił nazwę na 4 pułk artylerii polowej. Jednocześnie we Lwowie przystąpiono do formowania kolejnego – 5 pułku artylerii polowej. W połowie stycznia 1919 w skład 5 pap wchodziły cztery baterie: 1 ba „Jaś”, 2 ba „Julia”, 3 ba „Wicek” i 4 ba „Kastor”.
Rozkazem Generalnego Inspektoratu Artylerii nr 8, na początku czerwca 1919, na bazie dotychczasowych 4. i 5 pap powstał nowy 3-dywizjonowy pułk artylerii – 5 Lwowski pułk artylerii polowej.
| Obsada personalna i struktura organizacyjna w czerwcu 1919 | Obsada personalna i struktura organizacyjna w czerwcu 1919 |
| ---------------------------------------------------------- | ---------------------------------------------------------- |
| dowódca pułku                                              | mjr Tadeusz Łodziński                                      |
| I dywizjon                                                 |                                                            |
| dowódca dywizjonu                                          | kpt. Karol Battiaglia                                      |
| dowódca 1 baterii „Jaś“                                    | por. Czesław Domaszewicz                                   |
| dowódca 2 baterii „Julia“                                  | por. Alojzy Schuster                                       |
| dowódca 3 baterii „Wicek“                                  | por. dr. Stefan Chrzanowski                                |
| dowódca kolumny amunicyjnej                                | por. Edward Buchner                                        |
| II dywizjon                                                |                                                            |
| dowódca dywizjonu                                          | kpt. Henryk Kreiss                                         |
| dowódca 4 baterii „Wanda"                                  | kpt. Zdzisław Latawiec                                     |
| dowódca 5 baterii „Mańka"                                  | por. Paweł Fedorowicz                                      |
| dowódca 6 baterii „Władysław"                              | por. Władysław Gruiński                                    |
| dowódca kolumny amunicyjnej                                | por. Władysław Krygowski                                   |
| III dywizjon                                               |                                                            |
| dowódca dywizjonu                                          | kpt. Tadeusz Filipowicz                                    |
| dowódca 7 baterii „Krakus"                                 | por. Tadeusz Kruszyński                                    |
| dowódca 8 baterii „Kastor-Irena"                           | por. Edward Łukasiewicz                                    |
| dowódca 9 baterii „Bolesław"                               | por. Lubomir Głażewski                                     |
| dowódca kolumny amunicyjnej                                | por. Józef Heil                                            |

Po zakończeniu wojny polsko-ukraińskiej pułk poddany został reorganizacji. Wszystkie dywizjony otrzymały jednolitą strukturę, a każdy z nich składał się z trzech baterii. Baterie 1., 4., 7. uzbrojone były w austriackie 8 cm armaty wz. 75, baterie 2., 5., 8. w rosyjskie 3-calowe armaty wz. 02, baterie 3., 6., 9. w 10 cm austriackie haubice wz. 14. Ponadto każda bateria posiadała dwa ciężkie karabiny maszynowe. W połowie listopada 1919 Naczelny Wódz zatwierdził nazwę oddziału.
Latem 1919 pułk wszedł w skład V Brygady Artylerii.
Z początkiem stycznia 1920 następowało sukcesywne przezbrajanie poszczególnych baterii na nowy sprzęt. We wrześniu 1920 pułk dysponował armatami francuskimi i austriackimi 100 mm haubicami.
| Obsada personalna pułku w 1920 | Obsada personalna pułku w 1920        |
| Stanowisko                     | Stopień, imię i nazwisko              |
| ------------------------------ | ------------------------------------- |
| Dowódca                        | mjr Tadeusz Łodziński                 |
| Dowódca                        | ppłk Karol Battaglia                  |
| Dowódca                        | mjr Karol Schroetter                  |
| Dowódca                        | ppłk Tadeusz Łodziński (X)            |
| Lekarz                         | por. lek. dr Aron Herschmendorfer     |
| Lekarz wet.                    | kpt. lek. wet. Mieczysław Kiełkiewicz |
| Dowódca I dywizjonu            | kpt. Karol Battaglia (IV VI)          |
| Dowódca I dywizjonu            | mjr Karol Schroetter                  |
| Dowódca I dywizjonu            | mjr Tadeusz Filipowicz                |
| Lekarz                         | ppor. podlek. Józef Geller            |
| Dowódca 1 baterii              | por. Henryk Olszewski                 |
| Dowódca 2 baterii              | por. Edward Jastrzębski               |
| Oficer baterii                 | ppor. Wojciech Brania                 |
| Oficer baterii                 | ppor. Józef Rogowski († 5 VI)         |
| Oficer baterii                 | ppor. Henryk Vorzimmer                |
| Dowódca 3 baterii              | ppor. Jerzy Krasicki                  |
| Oficer baterii                 | ppor. Marian Schwetz († 26 VIII)      |
| Oficer baterii                 | ppor, Jan Skulski                     |
| Oficer baterii                 | ppor. Kazimierz Wacek                 |
| Dowódca II dywizjonu           | kpt./mjr Henryk Kreiss                |
| Dowódca II dywizjonu           | mjr Roman Wesołowski                  |
| Lekarz                         | por. lek. dr Aron Herschmendorfer     |
| Lekarz wet.                    | ppor. wet. Bronisław Sapeta           |
| Dowódca 4 baterii              | por. Stanisław Jerzy Gelewski         |
| Dowódca 5 baterii              | por. Klaudiusz Reder                  |
| Dowódca 6 baterii              | kpt. Jan Filipowicz                   |
| Dowódca III dywizjonu          | kpt./mjr Tadeusz Filipowicz (V- X)    |
| Adiutant                       | por. dr Adam Kraczkiewicz             |
| Oficer łączności               | ppor. Stefan Jadowski                 |
| Lekarz                         | ppor. podlek. Maksymilian Szmutz      |
| Lekarz wet.                    | por. lek. wet. Leopold Dobiasz        |
| Lekarz wet.                    | pchor. Goldstein                      |
| Dowódca 7 baterii              | ppor. Eustachy Zadorecki              |
| Dowódca 7 baterii              | por. Tadeusz Kruszyński               |
| Oficer baterii                 | ppor. Tadeusz Szurmiński              |
| Oficer baterii                 | ppor. Tadeusz Vorzimmer               |
| Dowódca 8 baterii              | ppor. Tadeusz Kruszyński              |
| Dowódca 8 baterii              | por, Edward Łukasiewicz               |
| Oficer baterii                 | ppor./por. Stanisław Kruszyński       |
| Oficer baterii                 | ppor. Tadeusz Schwetz                 |
| Oficer baterii                 | ppor. Emil Wierzbański (ranny 5 IX)   |
| Dowódca 9 baterii              | por. Juliusz Keller                   |
| Oficer baterii                 | ppor. Stanisław Ejzert                |
| Oficer baterii                 | ppor. Mieczysław Krysakowski          |
| Dowódca czołówki amunicyjnej   | ppor. Adam Goździewski                |
| Oficer pułku                   | kpt. Witold Hein                      |

## Pułk w walkach o granice

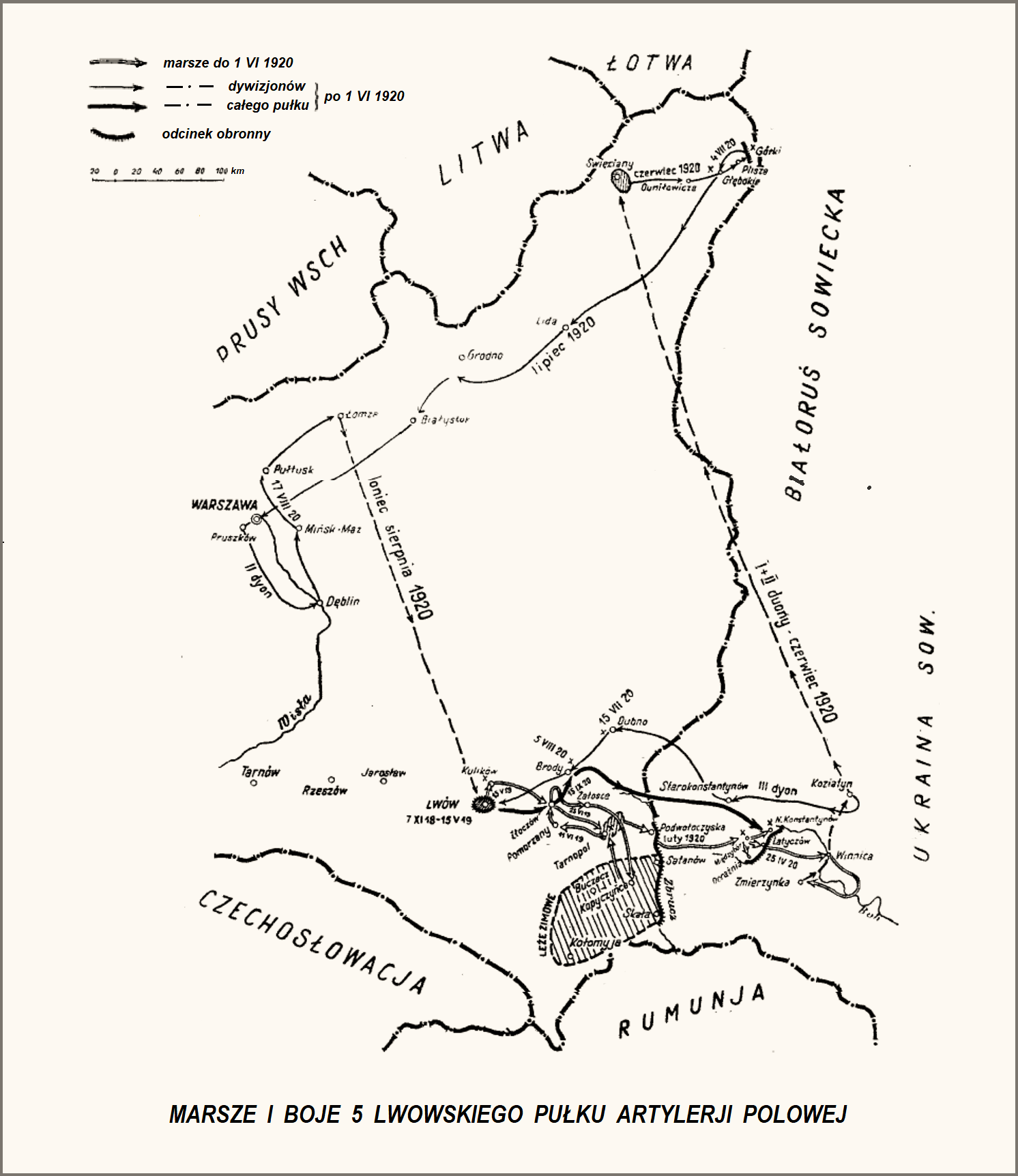
Marsze i boje 5 lwowskiego pap

### Na froncie ukraińskim
7 listopada 1918 po raz pierwszy bateria lwowska otworzyła ogień na pozycje ukraińskie na Cytadeli. Tego też dnia ranny został pierwszy polski artylerzysta – ogn. Grzegorz Kierski. W kolejnych dniach baterie uczestniczyły w walkach ulicznych we Lwowie, a następnie w bojach o Sokolniki, Persenkówkę i w obronie toru kolejowego Lwów – Przemyśl. W styczniu 1919 pułk bronił okrążonego Lwowa. Wsławiły się wtedy: 3 bateria „Wicek” por. Jana Wilusza podczas boju o Sygniówkę oraz 4 bateria por. Zdzisława Latawca w walkach o Suchowolę. Mimo wysokich strat i dużej przewagi nieprzyjaciela, obie baterie powstrzymały ataki ukraińskie. W kwietniu baterie uczestniczyły w przerwaniu okrążenia Lwowa, w maju zaś w ofensywie, która doprowadziła do wyzwolenia Małopolski Wschodniej. W czerwcu 5 pap uczestniczył w bojach przeciw kontrofensywie ukraińskiej, wspierając ogniem oddziały 5 Dywizji Piechoty. 28 czerwca z powodzeniem uderzyli Polacy, a już 16 lipca oddziały polskie osiągnęły linię Brody – Zbaraż – Satanów – linia Zbrucza, kończąc walki przeciw wojskom Zachodnioukraińskiej Republiki Ludowej. Baterie przystąpiły do programowego szkolenia, a w wolnym od zajęć czasie żołnierze pomagali miejscowej ludności przy żniwach.

### Walki na froncie przeciwbolszewickim
Na początku 1920 wykryto koncentrację sowieckich oddziałów na Ukrainie. 18 lutego ruszyła polska ofensywa uprzedzająca. Poszczególne dywizjony pułku zostały przydzielone do oddziałów 5 Dywizji Piechoty i uczestniczyły w walkach o Międzybórz, Latyczów i Konstantynów. 23 lutego pod Deraźnią bohaterska postawa 6 baterii kpt. Jana Filipowicza spowodowała załamanie się silnego natarcia nieprzyjaciela i umożliwiła własnej piechocie wyprowadzenie kontrataku. 25 kwietnia ruszyła wyprawa kijowska. Pułk wspierał w walkach piechotę 5 DP i dotarł do linii Połock – Wojtowce – Strodeńka – Lipowiec. Tu pozostawał do 25 maja, po czym skierowany został w rejon Żmerynki. W tym czasie nastąpił podział pułku. 4., 7. i 8. bateria oraz dowództwo II dywizjonu odjechało do Jarosławia na przezbrojenie, 9 bateria pozostała na Ukrainie, dowództwo pułku, I i III dywizjon skierowane zostały na Front Północny do dyspozycji dowódcy Armii Rezerwowej gen. Kazimierza Sosnkowskiego. Na Białorusi pułk walczył z wojskami Tuchaczewskiego podczas jego pierwszej ofensywy pod Kocmaniem, Duniłowiczami, Głębokiem, Plissą i Górkami. W czasie bojów w okolicach Zadrożje wsławiła się 5 bateria ppor. Stanisława Kruszyńskiego.
4 lipca wojska Frontu Zachodniego Michaiła Tuchaczewskiego przeszły do ofensywy i przełamały front polski. Tego dnia ponownie wyróżniła się 5 bateria ppor. Tadeusza Janickiego, która powstrzymywała ataki nieprzyjaciela ze stanowisk przy drodze Zaborze – Głębokie i umożliwiła wycofanie się bez większych strat piechocie 5 DP. W kolejnych dniach pułk prowadził działania opóźniające i w sierpniu doszedł do Marek. Po drodze nie stracił ani jednego działa. Podczas kontrofensywy znad Wieprza II dywizjon mjr. Henryka Kreisa (4. i 5 bateria) wspierał 17 Dywizję Piechoty, osiągając w pościgu Łomżę. Po tych walkach samodzielne baterie przerzucono do Małopolski, gdzie zbierał się cały pułk.
W tym samym czasie 9 bateria walczyła w składzie 18 Dywizji Piechoty z Armią Konną Siemiona Budionnego. W lipcu dołączyły do niej przezbrojone 7. i 8 bateria. W walkach wyróżnił się tu pluton 7 baterii, który bronił fortu Zahorce. Podczas dalszych walk baterie III/5 pap (bez 9 baterii będącej na przezbrojeniu we Lwowie)) odpierały ataki na Lwów. 5 sierpnia 1920 pod Brodami działon 8 baterii dowodzony przez pchor. Aleksandra Czwartackiego zdobył sztandar sowieckiej 2 Brygady Kawalerii.
W połowie września pułk uczestniczył w polskiej kontrofensywie. Droga pościgu wiodła przez Złoczów, Brody, Radziwiłłów, Poczajów, Starokonstantynów. Tu stoczył swoją ostatnią walkę ogniową. Zawieszenie broni zastało baterie 5 pułku artylerii polowej w rejonie Chmielnika, Litynia i Latyczowa. Do 22 grudnia pułk pozostawał nad Bohem
Podczas walk 5 pułk artylerii polowej stracił 8 zabitych oficerów i 26 szeregowych. Za bohaterską postawę 15 żołnierzy pułku odznaczonych zostało Krzyżem Srebrnym Orderu Wojskowego Virtuti Militari V klasy. Ponadto 102 oficerów i 78 szeregowych otrzymało Krzyże Walecznych.

### Kawalerowie Virtuti Militari
| Żołnierze pułku odznaczeni Krzyżem Srebrnym Orderu Wojskowego Virtuti Militari za wojnę 1918–1920 | Żołnierze pułku odznaczeni Krzyżem Srebrnym Orderu Wojskowego Virtuti Militari za wojnę 1918–1920 | Żołnierze pułku odznaczeni Krzyżem Srebrnym Orderu Wojskowego Virtuti Militari za wojnę 1918–1920 |
| ------------------------------------------------------------------------------------------------- | ------------------------------------------------------------------------------------------------- | ------------------------------------------------------------------------------------------------- |
| ppłk Tadeusz Bolesław Łodziński*                                                                  | ppłk dypl. Jerzy Englisch                                                                         | kpt. Tadeusz Justyn Filipowicz*                                                                   |
| kpt. Karol Schrötter*                                                                             | kpt. Karol Battaglia*                                                                             | mjr dypl. Jan Ciałowicz                                                                           |
| mjr Jerzy Pepłowski                                                                               | Stanisław Wojtowicz                                                                               | mjr Jerzy Wiktor Zaniewski                                                                        |
| por. Jan Antoni Filipowicz*                                                                       | por. Tadeusz Marian Kruszyński*                                                                   | ppor. Jan Krasicki*                                                                               |
| kpt. Roman Rogoziński                                                                             | kpt. Wilhelm Todt                                                                                 | kpt. inż. Władysław Wrażej                                                                        |
| śp. kpt. dr Jan Wilusz nr 3737                                                                    | śp. ppor. Marian Schwetz nr 3735                                                                  | ogn. Stanisław (wzgl. Jan) Bilewicz                                                               |
| ogn. Józef Rybicki**                                                                              | plut. Michał Reczuch**                                                                            | plut. Władysław Kuchta**                                                                          |
| kpr. Bronisław Mielnicki**                                                                        | kpr. Stanisław Głąb**                                                                             | kpr. Hieronim Salamon**                                                                           |
| kpr. Michał Paprocki**                                                                            | bomb. Antoni Świerz**                                                                             | kan. Emil Wojnarowicz**                                                                           |

## Pułk w okresie pokoju
Zakwaterowanie pododdziałów

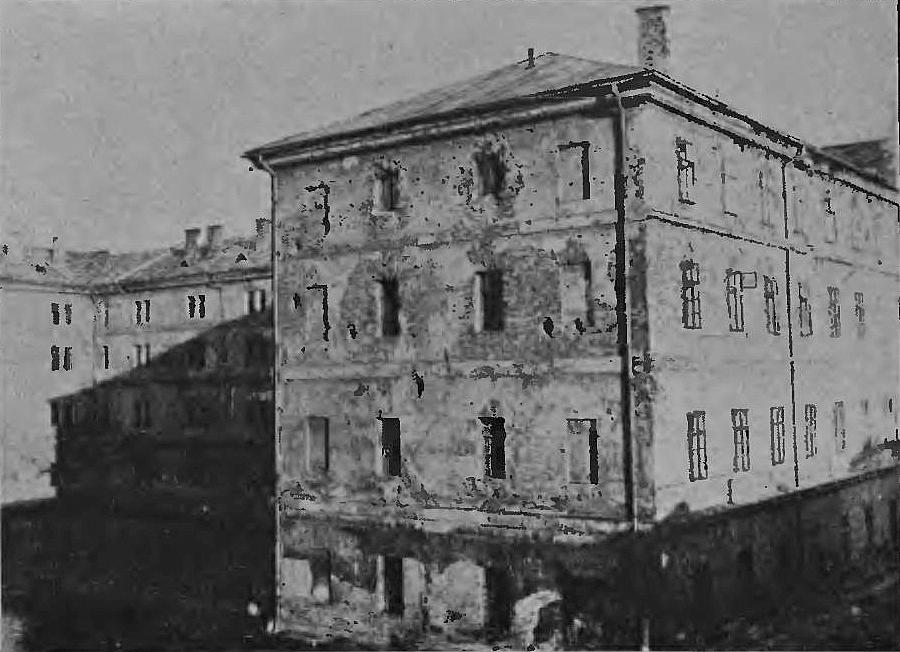
Koszary pułku

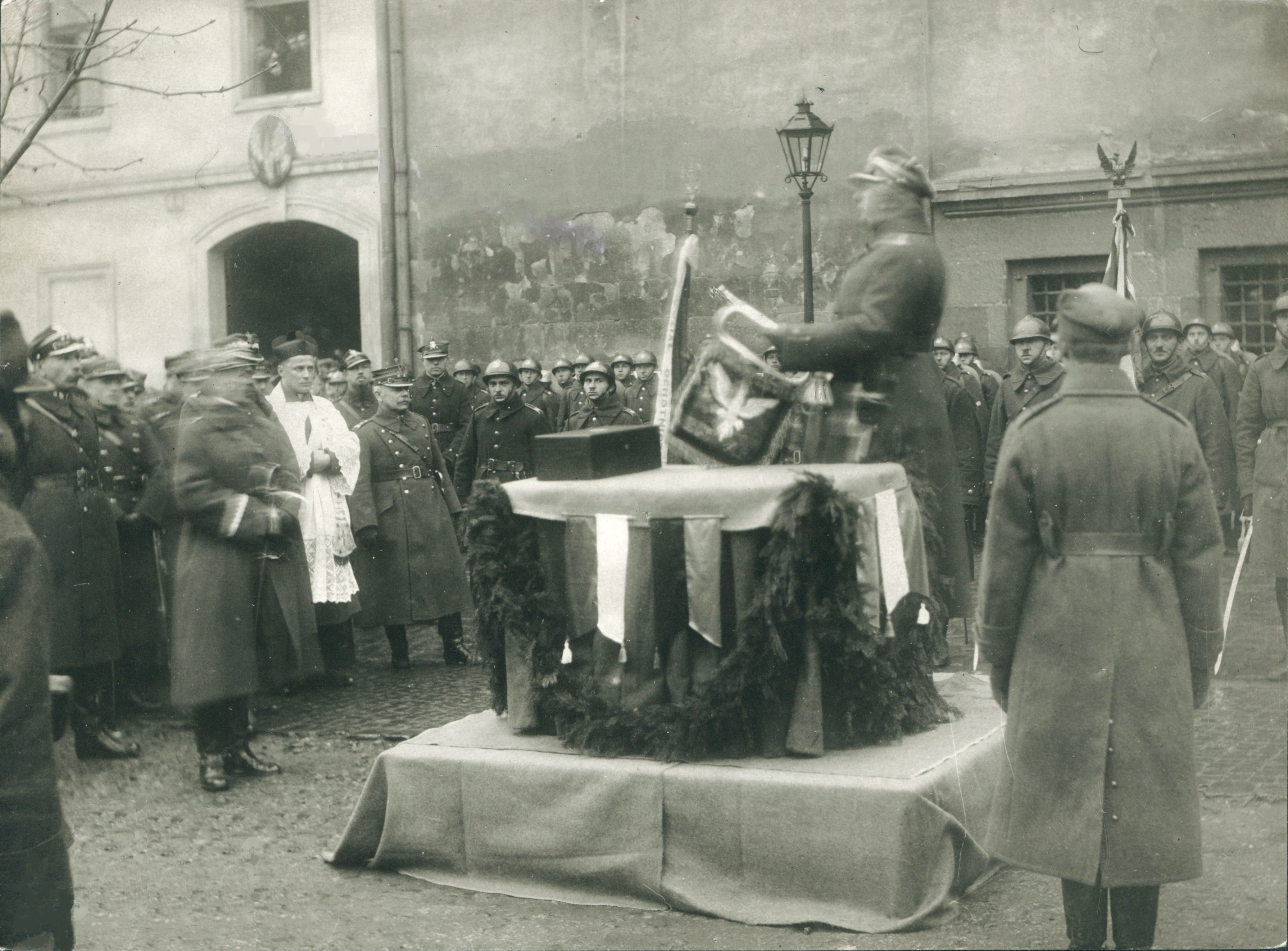
Wręczenie trąbki honorowej 5 pal na Placu św. Ducha we Lwowie 6.XII.1924

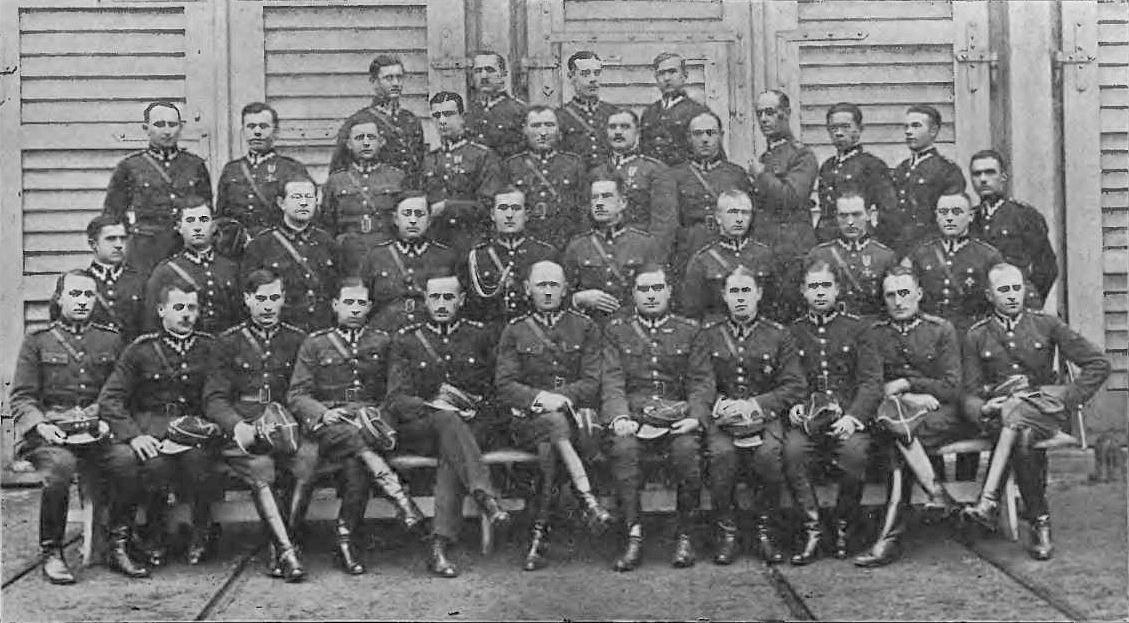
Korpus oficerski pułku przed 1928

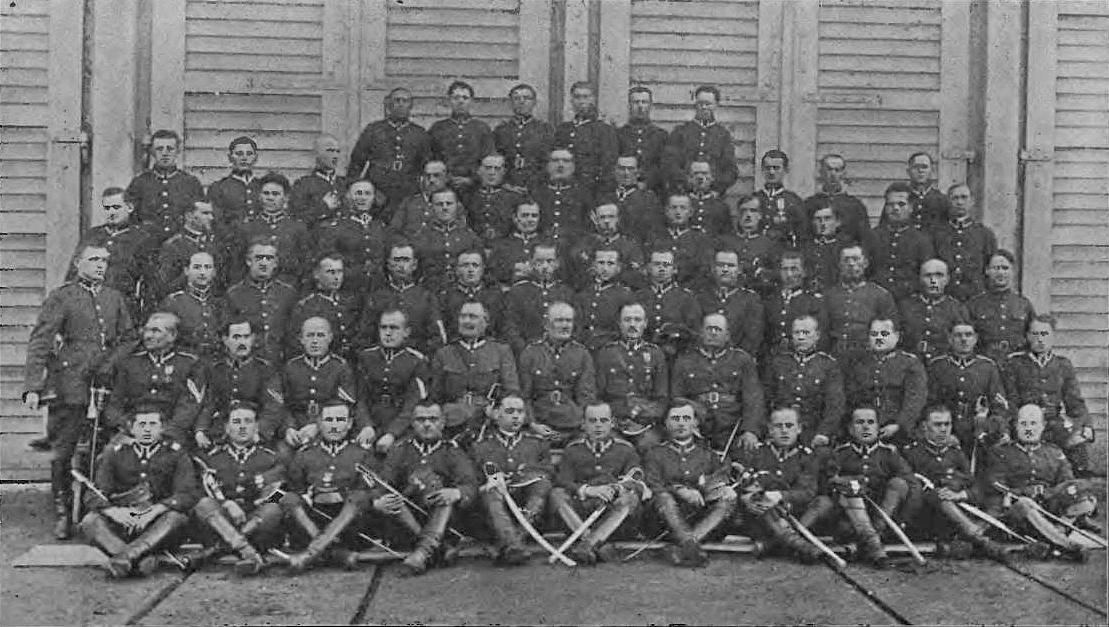
Korpus podoficerski pułku przed 1928

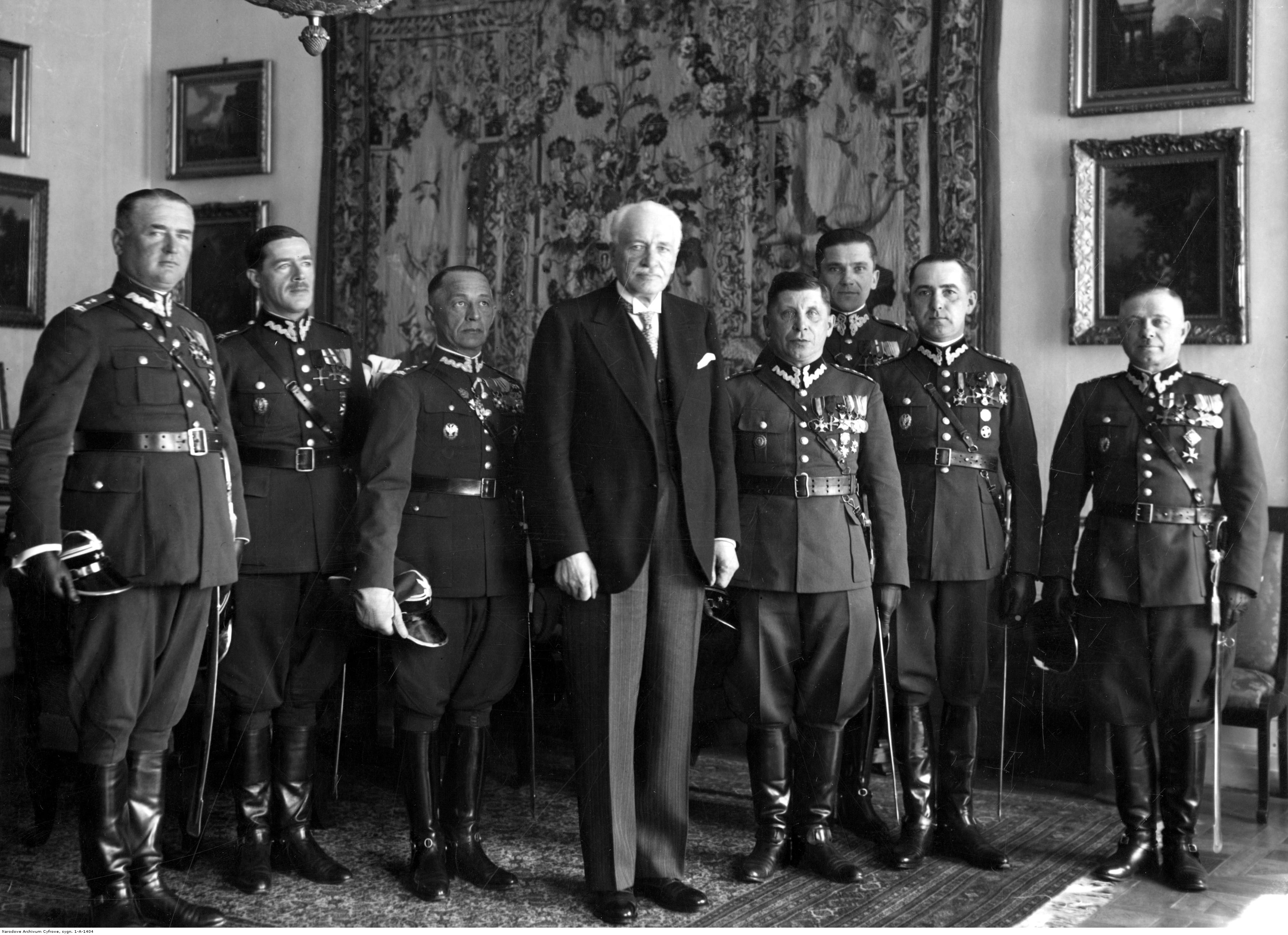
Wręczenie prezydentowi RP Ignacemu Mościckiemu odznak pułkowych artylerii 10 kwietnia 1935; d-ca 5 pal ppłk Tadeusz Procner drugi z lewej

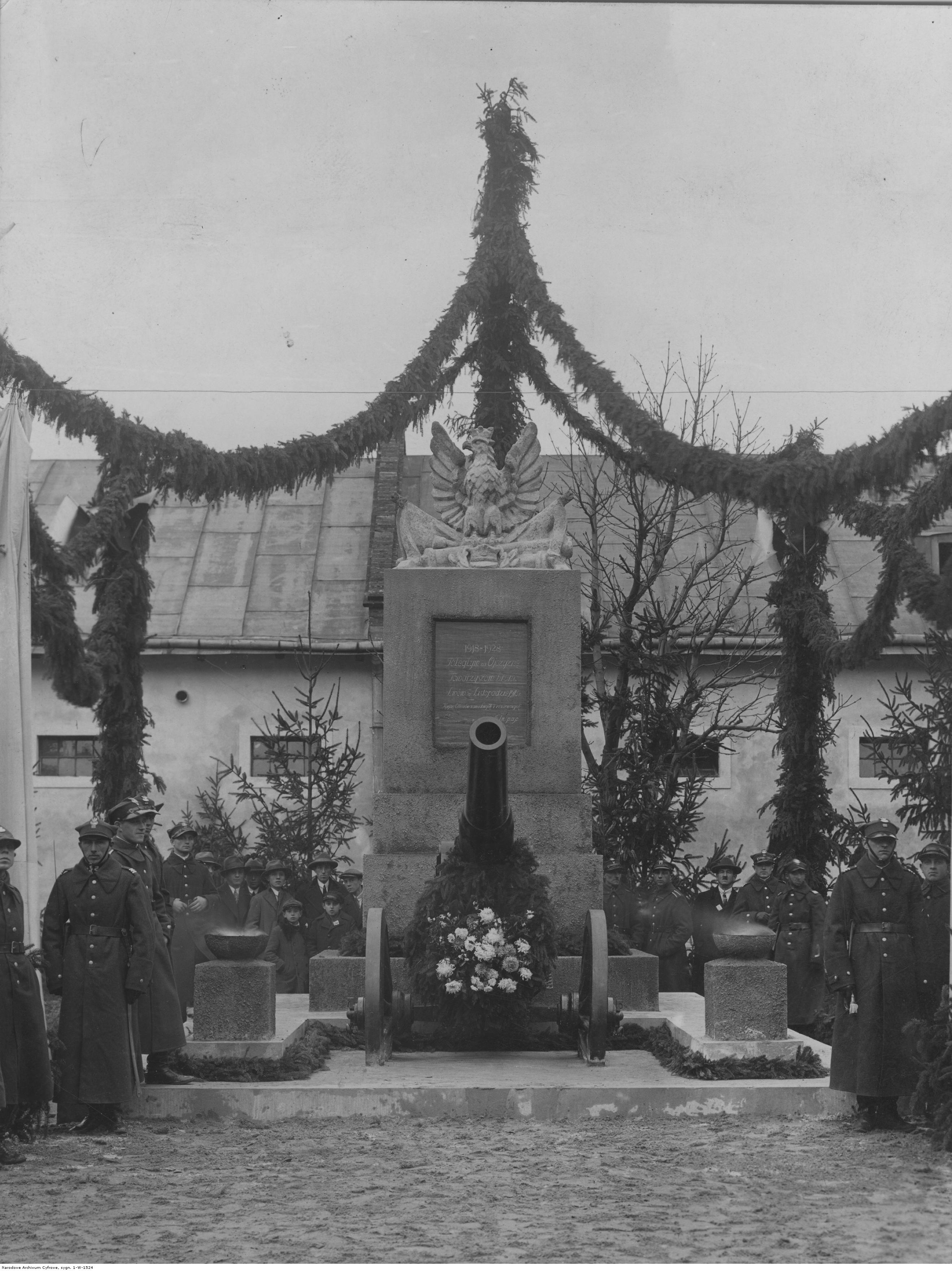
Odsłonięcie pomnika ku czci poległych żołnierzy 5 pal we Lwowie; 1928

Przebywający na granicy 5 pułk artylerii polowej 22 grudnia 1920 został załadowany do wagonów i odjechał do Lwowa. Miejscem pokojowego postoju dowództwa pułku oraz I i II dywizjonu stały się koszary im. generała Bema. Oprócz koszarowców znajdowały się w nich także wozownie z kuźnią, strzelnica dla broni małokalibrowej, stajnie i działownie l., 2., 5. i 6 baterii, otwarta i kryta ujeżdżalnia, plac ćwiczeń, boiska sportowe, pułkowy magazyn mobilizacyjny, warsztat szewsko-rymarski, pralnia, warsztat puszkarski i garaż samochodowy. III dywizjon zakwaterowany został w koszarach przy ul. Arciszewskiego na Kleparowie.
Spółdzielnia wojskowa
W 1920 została założona spółdzielnia zrzeszająca całą kadrę pułku. Z jej usług korzystali także powszechnie szeregowcy. Prowadziła ona zakład fryzjerski oraz pralnię parową. Mimo sprzedawania artykułów z minimalnym zyskiem, w końcu lat 20. jej obroty wynosiły około 10–12 tys. zł miesięcznie. Z zysku organizowano święta żołnierskie, urządzano zawody sportowe i kupowano wyposażenie dla świetlic. W celu poprawienia wyżywienia i obniżenia kosztów, na terenie koszar uprawiano warzywa, wykorzystując w tym celu każdy kawałek wolnej przestrzeni.
Kultura i oświata w pułku
Sam fakt stacjonowania w Krakowie znacząco wpływał na poziom i różnorodność życia kulturalnego. Od 1923 działał teatr żołnierski, a co najmniej raz w tygodniu odbywały się seanse filmowe. W świetlicach żołnierskich organizowano gry i zabawy. W pierwszej połowie lat 20. istniała w pułku 30 osobowa orkiestra wojskowa. Ze względów oszczędnościowych została zlikwidowana, ale pozostał mały zespół smyczkowy dający koncerty zarówno w koszarach, ale i na terenie miasta, adresowane do mieszkańców Lwowa. W pułku znajdowała się biblioteka, licząca około 10 tys. tytułów, z tego 1/3 o tematyce wojskowej.
Wkrótce po zakończeniu wojny przystąpiono do intensywnej walki z analfabetyzmem. Traktowano to przedsięwzięcie jako integralną część wychowania i wyszkolenia żołnierzy. Żołnierze każdego pododdziału podzieleni zostali na 3 kategorie: analfabetów, półanalfabetów i półinteligentów. Zajęcia prowadzili w godzinach popołudniowych oficerowie pod kierunkiem referenta oświatowego pułku. Kursy te kończyło około 200 żołnierzy rocznie.
Święto pułkowe i uroczystości państwowe
Pułk bardzo uroczyście obchodził wszystkie święta państwowe i wojskowe, zwłaszcza w „lwowskim miesiącu”, czyli w listopadzie. Od 1925 dzień 7 listopada obchodzono jako święto pułkowe, w rocznicę oddania pierwszego strzału w obronie Lwowa przez baterię por. Stanisława Królikiewicza. Zostało ono oficjalne zatwierdzone w Dzienniku Rozkazów MSWojsk. nr 16 z 19 czerwca 1927 r., poz. 174. Wyjątkowym wydarzeniem dla pułku stał się udział w uroczystościach ekshumacji zwłok „Nieznanego Żołnierza”. 31 października 1925 o 9:45 bateria honorowa pułku wymaszerowała z koszar i ustawiła się na ul. Legionów. Tam odbyła się tu msza żałobna, po czym trumnę „Nieznanego Żołnierza” złożono na lawecie działa 5 pap. Po okolicznościowych przemówieniach i odśpiewaniu „Roty" maszerowano ulicami Jagiellońską, Smolki, Mickiewicza, Marszałkowską, Słowackiego, Sapiehy na Dworzec Główny. Stąd, już transportem kolejowym, trumna przewieziona została do Warszawy.
Szkolenie wojsk
Szkolenie wojskowe jest podstawową powinnością żołnierza w okresie pokoju. W pułku było one prowadzone w sposób planowy i zgodny z wytycznymi inspektorów armii. Od 1938 nastąpiło wyraźne zintensyfikowanie ćwiczeń polowych, zarówno zgrywających pododdziały w ramach pułku, jak i wspólnych zajęć z piechotą macierzystej 5 DP. W sierpniu 1938 utworzono ćwiczebną baterię o etacie zbliżonym do wojennego, która uczestniczyła w wielkich manewrach wołyńskich. Także w następnym roku trwało intensywne szkolenie. Przeszkolono między innymi grupę oficerów rezerwy, którzy zgłosili akces pozostania w służbie zawodowej. W czerwcu 1939 5 pal wyjechał na poligon OC Dęba na letnią szkołę ognia. Ćwiczono przy okazji załadunek i wyładunek pododdziałów na transporty kolejowe. W lipcu i sierpniu wytypowani oficerowie intensywnie studiowali, sprawdzali i uzupełniali teczki mobilizacyjne.
Uzbrojenie i organizacja pułku
W chwili zakończenia wojny dywizjony posiadały etatowy sprzęt: I i II dyon – 75 mm armaty francuskie wz. 97, a III dywizjon – austriackie 100 mm haubice wz. 14. 31 grudnia 1931 Minister Spraw Wojskowych marszałek Polski Józef Piłsudski przemianował 5 pułk artylerii polowej na 5 pułk artylerii lekkiej. Nie wiązało się to z żadnymi zmianami organizacyjnymi. Dopiero w 1937 struktura i uzbrojenie 5 pal uległy niewielkim zmianom. Wtedy to II dywizjon został przezbrojony w 100 mm haubice wz. 14/19P. Ponadto w etacie pułku znalazł się pluton topograficzno-ogniowy.
W maju 1939 została wprowadzona nowa organizacja pokojowa pułku, zgodnie z którą liczył on trzy dywizjony po dwie baterie, przy czym I dywizjon był uzbrojony w 75 mm armaty wz. 1897, natomiast II i III dywizjon w 100 mm haubice wz. 1914/1919 P.
| Obsada personalna i struktura organizacyjna w marcu 1939 | Obsada personalna i struktura organizacyjna w marcu 1939 |
| Stanowisko                                               | Stopień, imię i nazwisko                                 |
| Dowództwo i sztab pułku                                  | Dowództwo i sztab pułku                                  |
| -------------------------------------------------------- | -------------------------------------------------------- |
| dowódca pułku                                            | płk dypl. Tadeusz Procner                                |
| I zastępca dowódcy                                       | ppłk mgr Janusz Józef Grzesło                            |
| adiutant                                                 | por. Andrzej Marian Malewski                             |
| naczelny lekarz medycyny                                 | kpt. lek. Zenon Szemis                                   |
| starszy lekarz weterynarii                               | mjr dr Kazimierz Marcin Szostakiewicz                    |
| lekarz weterynarii                                       | por. Antoni Zieliński                                    |
| oficer zwiadowczy                                        | por. Adam Włodzimierz Monseu                             |
| II zastępca dowódcy (kwatermistrz)                       | mjr Adam Melbechowski                                    |
| oficer mobilizacyjny                                     | kpt. adm. (art.) Stanisław Serafiński                    |
| zastępca oficera mobilizacyjnego                         | kpt. Marian Aleksander Jarosiewicz                       |
| oficer mobilizacyjno-materiałowy                         | kpt. Mieczysław Stanisław Eysymont                       |
| oficer gospodarczy                                       | kpt. int. Stanisław Rudolf Kiełb                         |
| oficer żywnościowy                                       | chor. Leon Szczurowski                                   |
| dowódca plutonu łączności                                | kpt. Romuald Wacław Kozłowski                            |
| oficer plutonu                                           | por. Jan Daniel Peczke *                                 |
| oficer plutonu                                           | ppor. Zdzisław Bronisław Jamrozik                        |
| szkoła podoficerska                                      |                                                          |
| dowódca szkoły podoficerskiej                            | kpt. Aleksander Dunin-Żuchowski (*)                      |
| zastępca dowódcy                                         | por. Jan Daniel Peczke (*)                               |
| dowódca plutonu                                          | ppor. Witold Mikołaj Woicki (*)                          |
| dowódca plutonu                                          | ppor. Tadeusz Praśniewski (*)                            |
| dowódca plutonu zwiadowców                               | ppor. Jerzy Apoloniusz Dziunikowski (*)                  |
| I dywizjon 75 mm armat                                   |                                                          |
| dowódcy I dywizjonu                                      | mjr Jan Czyrko                                           |
| dowódca 1 baterii                                        | por. Leon Andrzej Antoni Sas-Świstelnicki                |
| dowódca plutonu                                          | ppor. Jerzy Eugeniusz Giżyński                           |
| dowódca 2 baterii                                        | kpt. Juliusz Żwan                                        |
| dowódca plutonu                                          | ppor. Bolesław Jan Kazimierz Batsch                      |
| dowódca plutonu                                          | por. adm. (art.) Zbigniew Chudocki                       |
| II dywizjon 100 mm haubic                                |                                                          |
| dowódca II dywizjonu                                     | ppłk dypl. Józef Kaiser                                  |
| dowódca 5 baterii                                        | por. Stanisław Mikołaj Zabierzański                      |
| dowódca plutonu                                          | ppor. Witold Mikołaj Woicki (*)                          |
| dowódca 6 baterii                                        | mjr Feliks Marian Deskur                                 |
| dowódca plutonu                                          | ppor. Robert Marowski                                    |
| dowódca plutonu                                          | ppor. Tadeusz Praśniewski (*)                            |
| III dywizjon 100 mm haubic                               |                                                          |
| dowódca III dywizjonu                                    | mjr Tadeusz Henryk Banach                                |
| dowódca 7 baterii                                        | kpt. Aleksander Dunin-Żuchowski (*)                      |
| dowódca plutonu                                          | ppor. Jerzy Apoloniusz Dziunikowski (*)                  |
| dowódca 8 baterii                                        | por. Eugeniusz Łoziński                                  |
| dowódca plutonu                                          | ppor. Edward I Piasecki                                  |
| na kursie                                                | kpt. dypl. Tadeusz Deska                                 |
| na kursie                                                | por. Tadeusz Kozieł                                      |
| na kursie                                                | por. Tadeusz Rudkowski                                   |

## 5 pal w kampanii wrześniowej

### Mobilizacja
5 pułk artylerii lekkiej w czasie mobilizacji alarmowej w grupie „czerwonej” w terminie od A+28 do A+40 zmobilizował:
- I dywizjon armat.

Większość pododdziałów pułku wraz z jednostkami dywizyjnymi mobilizowana była w I rzucie mobilizacji powszechnej z terminem 5–6 dzień mobilizacji. Były to:
- II, III dywizjony haubic, dowództwo 5 pal z samodzielnym patrolem meteo nr 5,
- pluton parkowy uzbrojenia nr 6,
- kolumna taborowa nr 604,
- warsztat taborowy nr 601.

Dodatkowo w II rzucie mobilizacji powszechnej zmobilizowano:
- baterię marszową 1/5 pal
- Ośrodek Zapasowy Artylerii Lekkiej nr 6[52].

Dywizjon I/5 pal został zmobilizowany w okresie 27–30 sierpnia 1939 w koszarach we Lwowie, natomiast dowództwo 5 pal i dywizjony II, III/5 pal w okresie 31 sierpnia – 3 i 4 września 1939 na terenie miejscowości wokół Lwowa. I Dywizjon otrzymał najlepsze konie i pełne kompletne wyposażenie, broń kompletną z wyjątkiem pistoletów, środki łączności zgodne z etatami. Po zakończeniu mobilizacji 30 i 31 sierpnia dywizjon odbył ćwiczenia zgrywające stan osobowy i zaprzęgi w marszu. Pozostałe pododdziały, pułku podczas mobilizacji powszechnej, zostały po wydzieleniu zawiązek rozesłane do okolicznych miejscowości poza Lwowem. II dywizjon w rejonie wsi Sroki Lwowskie, III dywizjon w Malechowie i Krzywczycach. Stawiennictwo rezerwistów było wzorowe, łącznie z mniejszościami narodowymi. Zabrakło radiostacji dla obu dywizjonów haubic. Baterie otrzymały z poboru częściowo słabe konie, fatalny był stan wozów i uprzęży. Wystąpiły też niewielkie braki w wyposażeniu i broni strzeleckiej – pistoletach. 3 i 4 września do chwili załadunku usiłowano zgrać ludzi i zaprzęgi.

### Działania bojowe pułku
W kampanii wrześniowej 1939 pułk nie wystąpił w pełnym składzie. I dywizjon dołączył do 19 pp, wraz z którym współtworzył Oddział Wydzielony ppłk. dypl. Stanisława Sadowskiego podległy Armii „Pomorze”. Dowództwo pułku i II dywizjonu, oraz 4, 5, 6 i 8 bateria wzięły udział w obronie Warszawy, 7 bateria w bitwie pod Tomaszowem Lubelskim.

#### Działania i walki I/5 pal
I dywizjon o świcie 1 września 1939 rozpoczął załadunek do transportów kolejowych, ok. godz. 11:00 załadunek był zakłócony przez niemieckie bombardowanie. Transporty z dywizjonem jechały przez Gródek Jagielloński, Przemyśl, Jarosław, Rozwadów, Sandomierz, Skarżysko Kamienną, Łódź, Zgierz, gdzie transport został 2 września zbombardowany i rannych zostało 2 kanonierów. 3 września transport został zbombardowany w Kutnie; wieczorem 3 września dotarł do Włocławka, gdzie został wyładowany. W godzinach przedpołudniowych 4 września dotarła reszta dywizjonu, tabory i 3 bateria. Do 7 września I dywizjon zajmował stanowiska ogniowe we Włocławku, 3 baterię wysuwając jako działony ppanc. na trasie wlotowej od strony Torunia.

##### W obronie Płocka
Nocą 8/9 września dywizjon w składzie OW ppłk dypl. Sadowskiego wykonał marsz lewą stroną Wisły do rejonu Płocka. Rano 9 września I dywizjon osiągnął rejon lasów pomiędzy Duninowem a Dobiegniewem. Podczas dalszego marszu do Radziwia 9 września przed wieczorem dywizjon był bombardowany przez lotnictwo niemieckie, bez start. O świcie 10 września dywizjon dotarł do Radziwia rozwijając stanowiska ogniowe. 11 września 3 bateria ostrzelała niemieckie pododdziały w Płocku na jej wschodnim brzegu. 12 września wieczorem dywizjon ostrzelał przeprawiające się niemieckie pododdziały z 3. DP na przyczółek w rejonie Tokar, dywizjon o godz. 22:00 wsparł prowadzące kontratak I i III bataliony 19 pp. Kontratak 19 pp i ostrzał dywizjonu nie przyniosły spodziewanych efektów, pomimo zadanych strat wrogowi. Ostrzał niemieckiej artylerii zerwał łączność telefoniczną. Baterie wystrzeliły 288 pocisków. 13 września o 6:30 I/5 pal wsparł natarcie 19 pp na przyczółki niemieckiej 3. DP. Poranna mgła i ostrzał artylerii niemieckiej pozwoliły oskrzydlić OW ppłk Sadowskiego i zatrzymać natarcie 19 pp. 1 bateria armat ogniem „na wprost” umożliwiła wycofanie się I i III/19 pp, sama bateria poniosła straty, utraciła jaszcz i konie. Następnie baterie 2 i 3 wsparły kontratak II/19 pp w rejonie cmentarza; kontratak odniósł sukces.
Narastanie sił niemieckiej 3. DP w Radziwiu zmusiło ppłk Sadowskiego do wycofania się z Radziwia pod osłoną ostrzału dywizjonu i kontrataków 19 pp. W trakcie tej walki zniszczone zostały wszystkie radiostacje dywizjonu i utracono poległych i rannych artylerzystów. Po wycofaniu się I dywizjon zajął stanowiska ogniowe w rejonie Woli Łąckiej, trwał na nich do południa 14 września. Natarcie niemieckie, pomimo wsparcia dywizjonu, odrzuciło III/19 pp do dworu Łąck, ostrzał niemieckiej artylerii zniszczył punkt obserwacyjny 1 baterii, gdzie poległ por. Leon Sas-Świstelnicki i 1 podoficer. Odparto natarcie piechoty niemieckiej na stanowiska 1 baterii; w trakcie ostrzału „na wprost” poległ 1 oficer. Kontratakiem 19 pp i 24 pułku piechoty ze wsparciem I/5 pal o północy 14/15 września wyrzucono oddziały niemieckiej 3. DP z lasu Łąckiego do Radziwia. 15 września podczas ostrzału ogniem dywizjonu rejonu Ciechomic zlikwidowano sztab niemieckiego 50 pp.

##### Udział w bitwie nad Bzurą
15 września I dywizjon armat skierowano do lasu na wypoczynek w rejonie wsi Korzeń Polski. Po północy 16 września rozkazem dowódcy AD 27 DP I dywizjon rozdzielono. 1 bateria została odesłana do Iłowa jako wsparcie Chełmińskiej Brygady Obrony Narodowej płk. dypl. Antoniego Żurakowskiego. Natomiast I dywizjon (bez 1 baterii) został przydzielony dowódcy 3 pułku ON ppłk Sabatowskiemu z Poznańskiej Brygady ON w rejonie Sannik. W trakcie marszu zmieniono jednak kierunek marszu I dywizjonu do nadleśnictwa Kampinos. Rozkaz nie dotarł do 3 baterii i taboru, które pomaszerowały do Sannik, tocząc potyczki z patrolami niemieckimi. 17 września 3 bateria dotarła do Sannik, gdzie z uwagi na niezastanie 3 pułku ON pomaszerowała w kierunku Osmolina, gdzie na skutek ataku lotniczego utracono konie w baterii i taborze. Zniszczeniu uległa 1 armata i uszkodzeniu druga, poległo i zostało rannych wielu kanonierów, część rozproszyła się. Dowódca 3 baterii zniszczył dwie pozostałe armaty, a 19 września w pobliżu Iłowa wraz z grupą żołnierzy dostał się do niewoli.
Dowództwo I dywizjonu i 2 bateria w trakcie marszu do nadleśnictwa Kampinos atakowane były przez lotnictwo niemieckie; 18 września osiągnięto las w rejonie Iłowa. Z uwagi na to, że 3 pułk ON ppłk Sabatowskiego nie dotarł do miejsca koncentracji, a po pewnym czasie do dywizjonu dołączyli rozbitkowie z 17. DP, w tym działon haubicy 100 mm, zorganizowano w lesie punkt oporu. Działa ustawiono do strzelania „na wprost” i odparto niemieckie natarcia; jednocześnie skoncentrowany ostrzał kilku baterii niemieckich spowodował straty w koniach i jaszczach amunicyjnych. Z braku koni i amunicji artyleryjskiej, wieczorem 18 września rozkazem mjr. Jana Czyrki zniszczono działa. Podjęto marsz w kierunku rzeki Bzury, którą osiągnięto rano 19 września w rejonie miejscowości Radziwiłłówek; gdy przeprawa nie powiodła się, ukryto się do wieczora w lesie. Około południa oddział został wzięty do niewoli. 1 bateria 16 września dotarła do Iłowa, będąc po drodze bombardowana przez niemieckie lotnictwo. Z uwagi na brak w Iłowie oddziałów płk Żurakowskiego, bateria pomaszerowała w kierunku pobliskich lasów, gdzie odpoczywała. Nocą 17/18 września bateria przemieściła się do Starych Bud, skąd w ślad za zwiadem maszerowała w kierunku Bzury. W niemieckiej zasadzce ogniowej został zlikwidowany I pluton baterii. II pluton odskoczył do tyłu i z zajętych stanowisk przez resztę nocy ostrzeliwał rejon przeprawy w pobliżu Kamiona, zużywając całą amunicję. Przed świtem 19 września podczas przeprawy przez Bzurę, armaty ugrzęzły w mulistym dnie; armaty porzucono, demontując zamki, konie puszczono wolno. Żołnierze w dalszym marszu dostali się do niewoli.

#### Działania i walki 5 pal (bez I i III dal)
Pierwszy transport z dowództwem II dywizjonu i 4 baterią haubic wyruszył 4 września o godz. 14:00; 5 września wieczorem odjechało dowództwo pułku oraz 5 i 6 baterie haubic, w nocy 8 bateria haubic, 6 września dowództwo III dywizjonu oraz 7 i 9 baterie haubic. Transporty jechały trasą przez Krasne, Brody, Kowel, Brześć nad Bugiem, Białą Podlaską, Łuków i Siedlce. Transporty jechały wolno, ze względu na ataki lotnictwa niemieckiego oraz zatory i zniszczenia. Czołowy transport dojechał do Siedlec 7 września ok. godz. 11:00. Stacja została zbombardowana, wybuchła panika, w jej wyniku zdezerterowało kilku kanonierów. Czołowy transport, pomimo trudności, dotarł do stacji Mrozy. W Mrozach i Siedlcach transporty 5 pal były sukcesywnie wyładowywane. 8 września na stacji Mrozy, w wyniku bombardowania, polegli dowódca II dywizjonu artylerii mjr Feliks Deskur i dowódca 4 baterii por. Eugeniusz Łoziński. 5 pal otrzymał rozkaz marszu do Warszawy celem dołączenia do macierzystej 5. Dywizji Piechoty. Rozładowujące się w polu kolumna amunicyjna III dywizjonu i 7 bateria zostały zaatakowane przez lotnictwo niemieckie; poległo kilku żołnierzy z obu pododdziałów, a kilkunastu zostało rannych.

##### W obronie Warszawy
8 września 5 pal poszczególnymi bateriami rozpoczął marsz do Warszawy. Po dojściu kolumn pułku w rejon Kałuszyna, dowódca pułku wysłał dowódców 5, 6 i 8 baterii do Warszawy celem przygotowania stanowisk ogniowych. O świcie 10 września, po ciężkim marszu przez zatłoczone i atakowane przez lotnictwo niemieckie i dywersantów drogi, poprzez Kałuszyn, Mińsk Mazowiecki, Dębe Wielkie i Starą Miłosną, dowództwo 5 pal, II dywizjonu i baterie 4, 5, 6 i 8 dotarły do Warszawy. Zajęły stanowiska ogniowe: 4 bateria w Ogrodzie Zoologicznym, 5, 6 i 8 w Parku Skaryszewskim im. Ignacego Paderewskiego. W momencie zajmowania stanowisk przez 5 i 6 baterię na park padło kilka salw artylerii niemieckiej. Wieczorem 6 bateria zmieniła stanowiska, zajęła nowe w rejonie Placu na Rozdrożu. Punkty obserwacyjne rozwinięto w dominujących obiektach Woli i Ochoty; po ustaleniu dozorów i nawiązaniu łączności z piechotą baterie 11 września oddały pierwsze salwy w obronie stolicy. 4 i 6 baterie położyły ognie zaporowe na przedpole obrony przy ul. Wolskiej, na pododdział niemieckiej piechoty wykonujący wypad na pozycje wspieranego batalionu II/41 pułku piechoty.
13 września dowodzenie II dywizjonem przejął mjr Franciszek Schmid z 9 pułku artylerii ciężkiej; ostrzelano pozycje niemieckie w rejonie fortu „Jelonek”, w nocy zwalczano artylerię niemiecką. 14 września baterie 4 i 6 wspierały piechotę 20. DP na odcinku Warszawa-Wschód; strzelano w kierunku Nowego Bródna i Białołęki Dworskiej. Tego dnia 6 bateria zajęła stanowiska na Wybrzeżu Kościuszkowskim, pomiędzy mostami Poniatowskiego, a Średnicowym; haubice strzelały w kierunku Radzymina. Baterie 5 i 8 wspierały własną piechotę na Grochowie i Kawęczynie, a dodatkowo 5 bateria wspierała obrońców Annopola. 15 września 6 bateria bardzo skutecznie ostrzelała niemiecką kolumnę zmotoryzowaną na szosie radzymińskiej. 5 i 8 bateria wspierały obrońców Grochowa w odparciu i kontrataku wzdłuż ul. Grochowskiej i Placu Szembeka; w trafionym PO poległo 2 żołnierzy, a 2 odniosło rany. 16 września ranny na PO został dowódca 4 baterii por. Malewski; zastąpił go kpt. Bolesław Antoni Biernakiewicz. 6 bateria ostrzelała niemiecką baterię konną, którą zmusiła do wycofania się ze stanowisk ogniowych. W 8 baterii zostało rannych 4 kanonierów. Nocą 16/17 września 6 bateria wspierała 80 pp podczas odpierania niemieckiego natarcia.
17 września baterie 4 i 6 wspierały walki 1 pp Obrony Pragi ppłk. Stanisława Miliana, a baterie 5 i 8 zgrupowanie 44 DP rez. płk. Eugeniusza Żongołłowicza. 18 września, podobnie jak dnia poprzedniego, 5 i 8 bateria prowadziły ostrzał na korzyść oddziałów 44 DP rez. z pododcinka „Kamionek”. 19 września na Park Skaryszewski im. Ignacego Jana Paderewskiego w Warszawie niemiecka artyleria skierowała ześrodkowanie ognia; 8 bateria poniosła ciężkie straty, poległo i zostało rannych wielu artylerzystów, stracono większość koni, ciężko uszkodzone zostały 2 haubice. Zmieniono stanowiska tej baterii; 20–22 września przy ul Górnośląskiej na dziedzińcu szpitala, a 23 września ponownie w Parku Skaryszewskim, od 24 września w okolicach Dworca Wileńskiego. 6 bateria 21/22 września odpierała nocne natarcie niemieckie, zużywając prawie całą swoją amunicję. Od 22 września baterie 5 pal prowadziły ostrzał tylko sporadycznie, z uwagi na braki amunicji kal. 100 mm. 25 września, podczas intensywnego ostrzału niemieckiej artylerii i ataków lotniczych, 5 pal poniósł ciężkie straty w poległych i rannych; utracono dalsze konie. Uszkodzeniu uległa haubica w 6 baterii i dwie w 5 baterii. 26 września 5 bateria, ponownie ostrzelana, utraciła pozostałe dwie haubice i 4 żołnierzy. Z uwagi na podjęcie rozmów kapitulacyjnych, 27 września wystrzelano resztę posiadanej amunicji na stanowiska niemieckie. 28 września wszystkie baterie 5 pal skoncentrowano w Ogrodzie Zoologicznym, gdzie pozostawiono haubice i broń strzelecką, wcześniej uszkadzając ją. 29 września wieczorem 5 pal wymaszerował do niewoli.

#### Działania bojowe III/5 pal
W nocy 8/9 września III dywizjon bez 8 baterii, która pomaszerowała za dowództwem pułku i II dywizjonem, podjął marsz w kierunku Mińska Maz. Z uwagi na zatłoczenie dróg przez uchodźców marsz odbywał się bardzo wolno. Po dziennym wypoczynku 9 września, wieczorem III dywizjon podjął dalszy marsz bocznymi drogami. Z uwagi na trudny teren, niezgrane zaprzęgi w 9 baterii nie mogły sobie poradzić z dalszym marszem. Na wniosek por. Kluza za zgodą mjr. Adama Melbechowskiego, bateria 10 września pozostała na miejscu ustawiając i zgrywając konie w zaprzęgach. 11 września 9 bateria podjęła dalszy powolny marsz; w rejonie miejscowości Groszki ukryła się w lesie z uwagi na atak lotnictwa niemieckiego. W godzinach popołudniowych podjęto dalszy marsz; w okolicach Kałuszyna 9 bateria została zaskoczona przez zmotoryzowany oddział „K” z Dywizji Pancernej „Kempf” i dostała się w całości do niewoli.
Dowództwo III dywizjonu, 7 bateria i kolumna amunicyjna o świcie 10 września dotarły do lasu koło Kałuszyna przy szosie do Mińska Maz.; miejsce postoju było atakowane przez lotnictwo niemieckie. Następnej nocy ponowiono marsz, dotarto do Kałuszyna i osiągnięto las w okolicach Mińska Maz. Miejsce postoju było ponownie bombardowane bez strat 11 września. Z uzyskanych informacji wynikało, iż w odległości kilkunastu kilometrów koncentrują się znaczne siły piechoty, więc nocą 11/12 września mjr. Melbechowski poprowadził III dywizjon do Stoczka Łukowskiego. Rejon Latowicz osiągnięto o świcie 12 września; w trakcie postoju dywizjon był ostrzeliwany przez artylerię niemiecką. Kolumna amunicyjna dywizjonu, celnie ostrzelana w lesie na postoju, rozpierzchła się po okolicy; jej szef ogn. Walery Jóźwik zebrał ok. 20 kanonierów i 26 koni i przez Pilawę wyruszył samodzielnie do Warszawy, przyprowadzając po forsownym marszu 19 kanonierów, 2 porzucone armaty 75 mm z jaszczami i wozami. Większość kolumny również dotarła do 5 pal w Warszawie. Major Melbechowski poprowadził dowództwo dywizjonu i 7 baterię w okolice Garwolina, tam podporządkował się mjr Nowakowskiemu dowódcy OZN 1 pułku artylerii najcięższej. 7 bateria zajęła obronę ppanc na szosie Warszawa-Lublin, dowództwo III/5 pal i 7 bateria haubic były nieskutecznie atakowane przez lotnictwo niemieckie. 12 września wieczorem podjęto marsz szosą w kierunku Otwocka; z uwagi na otrzymane informacje o przecięciu drogi przez oddziały niemieckie zawrócono rozkazem dowódcy dywizjonu 7 baterię do Garwolina, a mjr. Melbechowski poszukiwał kontaktu z wyższym dowództwem, w wyniku czego utracił kontakt z 7 baterią. W rezultacie mjr Melbechowski, wraz z częścią dowództwa III/5 pal, dotarł do rejonu Hrubieszowa, gdzie objął dowództwo zbiorczego batalionu piechoty, z którym 25 września pod Krasnymstawem dostał się do niewoli sowieckiej.

##### Walki na Lubelszczyźnie
7 bateria haubic, z częścią dowództwa III dywizjonu, pomaszerowała przez Garwolin do rejonu Łaskarzewa; tam por. Rudkowski podporządkował baterię dowódcy 10 pal ppłk. Józefowi Kossarkowi. Wraz z resztkami 10. DP pomaszerowano w ślad za GOKaw. gen. bryg. Andersa w kierunku Lubelszczyzny. Rano 17 września bateria dotarła do rejonu Podlodówka, Kock. Następnie podjęto dalszy marsz przez Michów, Gołąb, Kozłówkę; około południa 7 baterię zaatakowała grupa niemieckich samolotów, w wyniku czego kilku kanonierów zostało rannych, stracono kilkanaście koni i ciężko uszkodzoną haubicę, którą pozostawiono. Osiągnięto miejscowość Rudnia. Wyruszono 18 września do Łęcznej, Krasnystaw, Wojsławice, Grabowiec osiągając rano 23 września Komarów. 24 września 7 bateria wspierała natarcia oddziałów polskich w rejonie Bożej Woli i Suchowoli, brała udział w zdobyciu Krasnobrodu ostrzeliwując oddziały niemieckie. Nocą bateria ostrzeliwała źródła ognia nieprzyjacielskiego i stoczyła pojedynek z baterią niemiecką. Od świtu 25 września bateria uczestniczyła w ostrzeliwaniu nacierających oddziałów niemieckiej 8. DP. Następnie nocą 25/26 września przemaszerowała drogami polnymi i lasami w rejon Szopowego, gdzie bateria 7/5 pal przeszła na odpoczynek. Wieczorem 26 września poinformowano por. Rudkowskiego o kapitulacji. Wypłacono żołd, zniszczono uzbrojenie, rozdano konie, mundury i pozostałą żywność. Następnie w nocy 7 bateria haubic została rozwiązana, żołnierze otrzymali rozkaz rozproszenia się.

#### Oddział Zbierania Nadwyżek 5 pal
Zgodnie z planem mobilizacyjnym sformowana została 7 września w ramach II rzutu mobilizacji powszechnej bateria marszowa 5 pal. Początkowo stacjonowała w koszarach pułku przy ul. Gródeckiej. Dowódcą jej został ppor. Mieczysław Szymański, I plutonem dowodził ppor. rez. Zygmunt Orlit, II plutonem ppor. rez. Stanisław Demkowski. Jako uzbrojenie bateria otrzymała szkolne 4 armaty kal. 75 mm wz. 1897, 24 kbk, nie otrzymano sprzętu: łączności, optycznego i pomiarowego; były znaczne braki w wyposażeniu żołnierzy w akcesoria mundurowe, żywnościowe i wyposażenie bojowe. Konie bateria otrzymała z poboru. Z uwagi na ataki lotnictwa, bateria marszowa 9/10 września przemieściła się do Laszek Murowanych, lecz z uwagi na zagrożenie Lwowa nagłym atakiem od strony zachodniej powróciła do miasta 10 września. Dowódcą baterii mianowano kpt. Jana Pacześniowskiego z 8 pac. Tego dnia baterię rozdzielono na działony i wyznaczono jej rolę artylerii przeciwpancernej. Działony zajęły stanowiska: 1. przy stacji kolejowej Persenkówka, 2. przy ul Łyczakowskiej w pobliżu budynku DOK VI, 3. przy ul. Gródeckiej i Skniłowskiej, oraz 4. przy rogatkach ul. Zielonej. Działony prowadziły ostrzał wspierając walki własnej piechoty. Jedynie działon 3. 12 września ogniem „na wprost” zniszczył 2 samochody ciężarowe i 6 czołgów lekkich, zwalczał piechotę niemiecką, zdobył broń strzelecką i osłaniał w walce armatę. Poległo 8 kanonierów, a kilku odniosło rany, łącznie z dowódcą działonu ppor. A. Lauterbachem. W trakcie walki obsługę zastąpili policjanci z oddziału zmotoryzowanej rezerwy policyjnej. Po kapitulacji miasta zniszczono armaty i inną broń, a żołnierze rozproszyli się.
Oddziałem zbierania nadwyżek 5 pal dowodził ppłk Tomaszewski; oddział ten wszedł w skład Ośrodka Zapasowego Artylerii Lekkiej nr 6 pod dowództwem płk. st. sp. Karola Schröttera. Z zasobów ośrodka mieszczącego się we Lwowie sformowano dodatkowe baterie artylerii: 1, 2 i 3 armat oraz 1 i 2 haubic. 1 bateria armat wywodziła się z nadwyżek 5 pal; dowodził nią kpt. Romuald Stępniewski. Walczyła w obronie Lwowa od 11 września do kapitulacji miasta 22 września. Z uwagi na brak środków łączności, baterię wykorzystywano głównie jako odwód przeciwpancerny i do bezpośredniego wsparcia piechoty. Bateria poniosła straty w zabitych i rannych. Ze stanu ośrodka uzupełniano straty innych jednostek artylerii broniącej Lwowa tj. 33 pal, 42, 52 i 62 dal.
| Struktura organizacyjna i obsada personalna we wrześniu 1939 | Struktura organizacyjna i obsada personalna we wrześniu 1939 |
| Stanowisko                                                   | Stopień, imię i nazwisko                                     |
| Dowództwo                                                    | Dowództwo                                                    |
| ------------------------------------------------------------ | ------------------------------------------------------------ |
| dowódca                                                      | ppłk dypl. Tadeusz Popławski                                 |
| adiutant                                                     | por. Adam Włodzimierz Monseu                                 |
| oficer zwiadowczy                                            | por. Stanisław Zabierzański                                  |
| dowódca plutonu topo.-ogn.                                   | por. Andrzej Malewski                                        |
| I dywizjon (armat)                                           |                                                              |
| dowódca dywizjonu                                            | mjr Jan Czyrko                                               |
| adiutant                                                     | por. rez. Rudolf Marończyk                                   |
| oficer obserwacyjny                                          | ppor. rez. Henryk Irzykiewicz                                |
| oficer zwiadowczy                                            | ppor. Roman Hodbod                                           |
| oficer łącznikowy                                            | ppor. rez. Zdzisław Sałamaszyński                            |
| lekarz weterynarii                                           | ppor. rez. lek. wet. Alfred Aizen                            |
| dowódca 1 baterii                                            | por. Leon Sas-Świstelnicki (do+14 IX 1939)                   |
| dowódca 1 baterii                                            | ppor. rez. Aleksander Dunin-Rzuchowski                       |
| oficer zwiadowczy                                            | ppor. rez. Aleksander Dunin-Rzuchowski                       |
| oficer ogniowy                                               | ppor. rez. Andrzej Ładomirski                                |
| dowódca 2 baterii                                            | kpt. Juliusz Żwan                                            |
| dowódca 2 baterii                                            | od 15 IX ppor. Tadeusz Praśniewski                           |
| oficer ogniowy                                               | ppor. Tadeusz Praśniewski                                    |
| dowódca 3 baterii                                            | por. Tadeusz Kozioł                                          |
| II dywizjon (haubic)                                         |                                                              |
| dowódca dywizjonu                                            | mjr Feliks Deskur († 8 IX),                                  |
| dowódca dywizjonu                                            | od 13 IX mjr Franciszek Schmid z 9 pac                       |
| adiutant                                                     | ppor. rez. Karol Kaczorowski                                 |
| dowódca 4 baterii                                            | por. Eugeniusz Łoziński († 8 IX),                            |
| dowódca 4 baterii                                            | od 8 IX por. Andrzej Malewski                                |
| dowódca 4 baterii                                            | od 16 IX kpt. Bolesław Biernakiewicz                         |
| dowódca 5 baterii                                            | ppor. Witold Mikołaj Woicki                                  |
| dowódca 6 baterii                                            | ppor. Robert Marowski                                        |
| III dywizjon (haubic)                                        |                                                              |
| dowódca dywizjonu                                            | mjr Adam Melbechowski                                        |
| adiutant                                                     | por. Zbigniew Marian Chudecki                                |
| dowódca 7 baterii                                            | por. Tadeusz Franciszek Rudkowski                            |
| dowódca 8 baterii                                            | ppor. Edward Piasecki                                        |
| dowódca 8 baterii                                            | od 15.09 kpt. Juliusz Żwan                                   |
| dowódca 9 baterii                                            | por. rez. Stefan Kluz                                        |
| dowódca kolumny amunicyjnej                                  | kpt. rez. Wacław Kuchar                                      |

## Symbole pułkowe

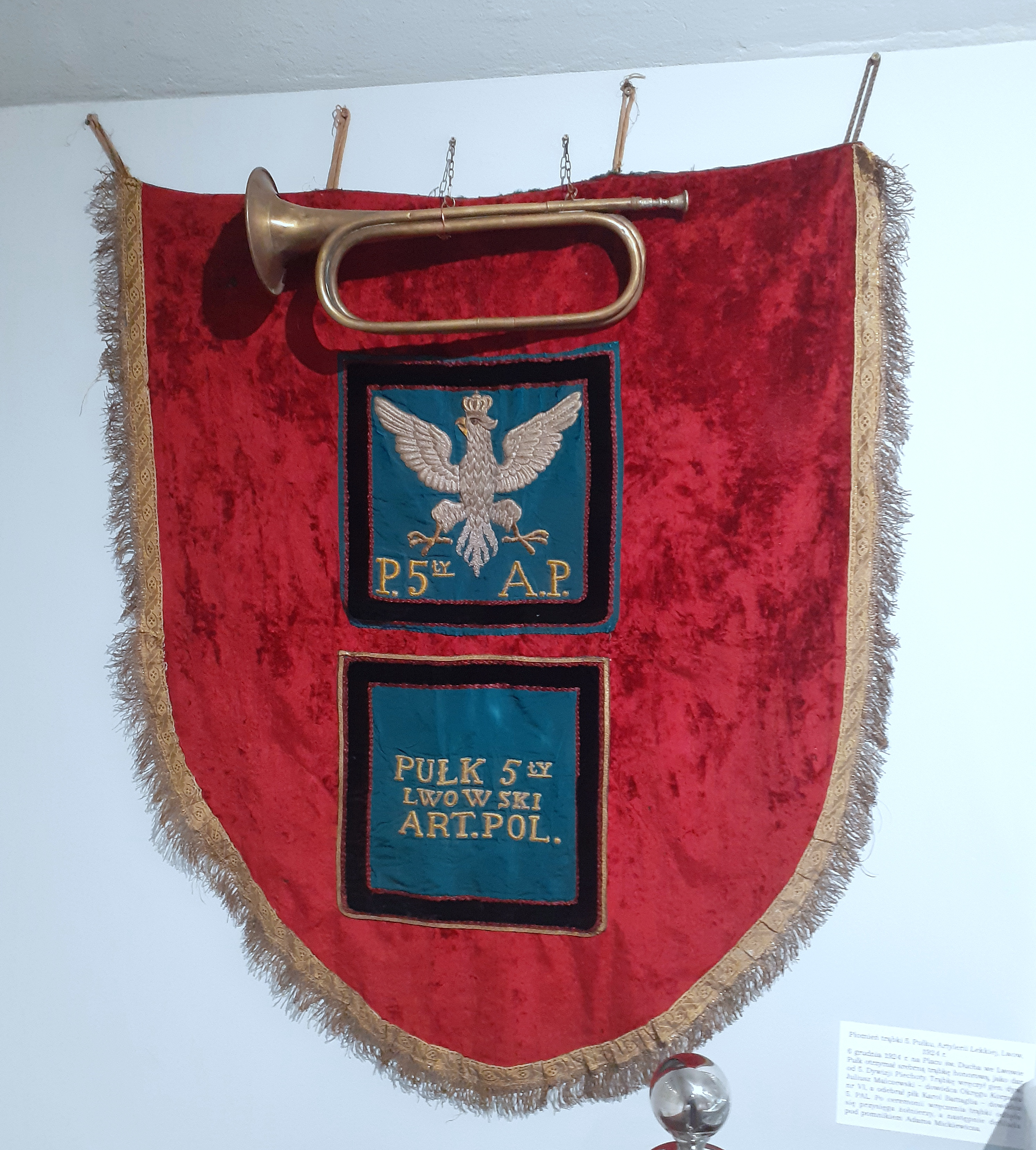
Płomień trąbki 5pal

### Sztandar
22 listopada 1938 we Lwowie minister Spraw Wojskowych gen. dyw. Tadeusz Kasprzycki wręczył pułkowi sztandar ufundowany przez społeczeństwo Lwowa.

Sztandar został wykonany zgodnie z wzorem określonym w rozporządzeniu Prezydenta Rzeczypospolitej z dnia 13 grudnia 1927 o godłach i barwach państwowych oraz o oznakach, chorągwiach i pieczęciach.

Na prawej stronie płata także znajdował się amarantowy krzyż, w środku którego wyhaftowano orła w wieńcu laurowym. Na białych polach, pomiędzy ramionami krzyża, znajdowały się cyfry 5 w wieńcach laurowych.

Na lewej stronie płatu sztandarowego, pośrodku krzyża kawaleryjskiego znajdował się wieniec taki sam jak po stronie prawej, a w wieńcu trzywierszowy napis „HONOR I OJCZYZNA”.
Brak jest informacji o wrześniowych i dalszych losach sztandaru.

### Odznaka pamiątkowa

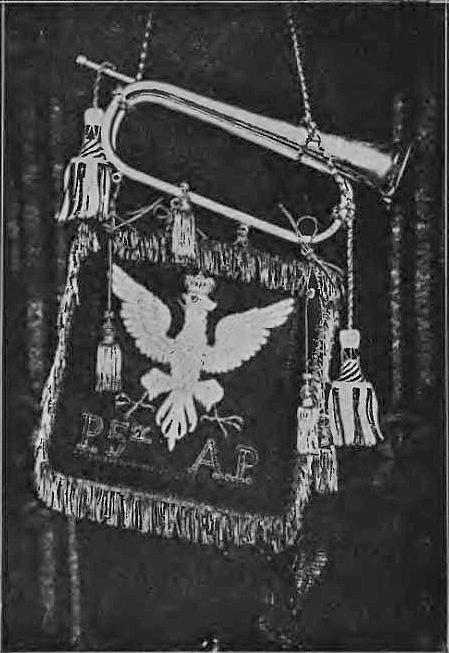
Trąbka 5 pap

Odznaka zatwierdzona Dz.Rozk. MSWojsk nr 35, poz. 379 z 14 grudnia 1928. Posiada kształt krzyża wzorowanego na francuskim Orderze Legii Honorowej, którego ramiona pokryte są białą emalią. W centrum krzyża herb Lwowa i miniatura Orderu Virtuti Militari, okolony wieńcem laurowym z napisem 5 PAP LWOWSKI. Na ramionach krzyża wpisano daty upamiętniające dziesięciolecie powstania pułku 7 XI 1918 1928. Dwuczęściowa – oficerska, wykonana w srebrze i emaliowana.

### Trąbka honorowa
W 1924 „z przyczyn technicznej natury” święto pułku było obchodzone 6 grudnia. Tego dnia na placu Świętego Ducha przed głównym odwachem pułk otrzymał srebrną trąbkę honorową, dar 5 Dywizji Piechoty. Trąbkę z rąk dowódcy Okręgu Korpusu nr VI generała dywizji Juliusza Malczewskiego odebrał dowódca oddziału pułkownik Karol Battaglia. Po ceremonii wręczenia trąbki odbyła się przysięga żołnierzy, a następnie defilada pod pomnikiem Adama Mickiewicza. Obchody święta pułku rozpoczęły się o godz. 10:00 mszą świętą w Kościele Jezuitów.

## Lwowscy artylerzyści

### Dowódcy i zastępcy dowódcy pułku
| Stopień, imię i nazwisko             | Okres pełnienia służby   | Kolejne stanowisko                     |
| Dowódcy pułku                        | Dowódcy pułku            | Dowódcy pułku                          |
| ------------------------------------ | ------------------------ | -------------------------------------- |
| mjr / ppłk Tadeusz Łodziński         | od VI 1919               |                                        |
| wz. mjr Henryk Kreiss                | p.o. 31 I – IV 1921      |                                        |
| kpt. Roman Odzierzyński              | I – X 1921               |                                        |
| ppłk / płk Karol Battaglia           | 23 IV 1921–1925)         |                                        |
| ppłk / płk art. Roman Wesołowski     | VIII 1926 – III 1929     | szef 6 Okręgowego Szefostwa Uzbrojenia |
| ppłk / płk dypl. inż. Jerzy Englisch | 30 III 1929 – 30 VI 1934 |                                        |
| ppłk dypl. Jan Szewczyk              | p.o. 30 VI – 6 XI 1934   |                                        |
| ppłk / płk dypl. Tadeusz Procner     | 6 XI 1934 – VI 1939      |                                        |
| ppłk dypl. Jan Ciałowicz             | VI – VIII 1939           |                                        |
| ppłk dypl. Tadeusz Popławski         | 27 VIII – IX 1939        |                                        |
| Zastępcy dowódcy pułku               |                          |                                        |
| ppłk art. Roman Wesołowski           | do VIII 1926             |                                        |
| ppłk art. dr Roman Odzierzyński      | VIII 1926 – V 1927       |                                        |
| ppłk dypl. inż. Jerzy Englisch       | V 1927 – III 1929        |                                        |
| mjr art. Gwido Reichenberg           | IV 1929 – IV 1933        |                                        |
| ppłk art. Juliusz Tomaszewski        | IV – VIII 1933           |                                        |
| ppłk dypl. art. Jan I Szewczyk       | VIII 1933 – 1937         |                                        |
| ppłk art. mgr Janusz Józef Grzesło   | 1939                     |                                        |

### Żołnierze 5 pułku artylerii lekkiej – ofiary zbrodni katyńskiej
Biogramy ofiar zbrodni katyńskiej znajdują się między innymi w bazach udostępnionych przez Ministerstwo Kultury i Dziedzictwa Narodowego oraz Muzeum Katyńskie.
| Nazwisko i imię       | stopień              | zawód              | miejsce pracy przed mobilizacją  | zamordowany |
| --------------------- | -------------------- | ------------------ | -------------------------------- | ----------- |
| Kosterski Franciszek  | podporucznik rezerwy | prawnik            |                                  | Katyń       |
| Lissner Edmund        | podporucznik rezerwy | inżynier           |                                  | Katyń       |
| Brzozowski Józef      | porucznik rezerwy    | inżynier geodeta   |                                  | Charków     |
| Dreifür Hubert Karol  | podporucznik rezerwy | inżynier chemik    |                                  | Charków     |
| Eysymont Mieczysław   | kapitan              | żołnierz zawodowy  |                                  | Charków     |
| Giżyński Jerzy        | podporucznik         | żołnierz zawodowy  |                                  | Charków     |
| Jarosiewicz Marian    | kapitan              | żołnierz zawodowy  | (e)                              | Charków     |
| Jazłowiecki Stefan    | podporucznik rezerwy |                    | Dyrekcja Ceł w Krakowie          | Charków     |
| Komarski Tadeusz      | podporucznik rezerwy | inżynier chemik    |                                  | Charków     |
| Noskowski Stefan      | podporucznik rezerwy | ziemianin          | wł. majątku Grabów pow. kowelski | Charków     |
| Stefanowski Stanisław | porucznik rezerwy    | ekonomista         | dyr. „Azot” SA Jaworzno          | Charków     |
| Szmidt Zbigniew       | podporucznik rezerwy | inżynier architekt |                                  | Charków     |
| Chruściel Zdzisław    | podporucznik rezerwy | urzędnik           | Starostwo w Bóbrce               | ULK         |
| Kiełb Stanisław       | kapitan              | żołnierz zawodowy  |                                  | ULK         |
| Schwetz Tadeusz       | kapitan              | inż. leśnik        | Nadleśnictwo Jabłonica           | ULK         |
| Serafiński Stanisław  | kapitan              | żołnierz zawodowy  |                                  | ULK         |
| Wójcikiewicz Lesław   | porucznik rezerwy    | inżynier leśnictwa | Dyrekcja Lasów Państwowych Lwów  | ULK         |